# Tirreno-Adriatico 2003
Tirreno-Adriatico 2003 est la 38e édition de la course cycliste par étapes italienne Tirreno-Adriatico. Le vainqueur de la course est l'Italien Filippo Pozzato (Fassa Bortolo).

## Équipes participantes
| N.    | Code | Équipe                           |
| ----- | ---- | -------------------------------- |
| 1-8   | DVE  | Domina Vacanze-Elitron           |
| 11-18 | ALS  | Alessio                          |
| 21-28 | PAN  | Panaria-Fiordo                   |
| 31-38 | COF  | Cofidis, le Crédit par Téléphone |
| 41-48 | DNC  | De Nardi-Colpack-Astro           |
| 51-58 | FAS  | Fassa Bortolo                    |
| 61-68 | FPF  | Formaggi Pinzolo Fiavè           |
| 71-78 | GST  | Gerolsteiner                     |
| 81-88 | BAN  | iBanesto.com                     |
| 91-98 | LAN  | Landbouwkrediet-Colnago          |

| N.      | Code | Équipe                             |
| ------- | ---- | ---------------------------------- |
| 101-108 | LAM  | Lampre                             |
| 111-118 | LOT  | Lotto-Domo                         |
| 121-128 | ONE  | ONCE-Eroski                        |
| 131-138 | PHO  | Phonak Hearing Systems             |
| 141-148 | QSD  | Quick Step-Davitamon               |
| 151-158 | RAB  | Rabobank                           |
| 161-168 | SAE  | Saeco-Longoni Sport                |
| 171-178 | VIN  | Vini Caldirola-Sidermec-Saunier D. |
| 181-188 | CSC  | Team CSC                           |
| 191-198 | TEL  | Team Telekom                       |

## Classements des étapes
| Étape | Date    | Villes étapes                   | km  | Vainqueur d’étape | Leader du classement général |
| ----- | ------- | ------------------------------- | --- | ----------------- | ---------------------------- |
| 1     | 13 mars | Sabaudia - Sabaudia             | 178 | Mario Cipollini   | Mario Cipollini              |
| 2     | 14 mars | Sabaudia - Tarquinia            | 213 | Filippo Pozzato   | Filippo Pozzato              |
| 3     | 15 mars | Tarquinia - Foligno             | 168 | Mario Cipollini   | Paolo Bettini                |
| 4     | 16 mars | Foligno - Ortezzano             | 154 | Annulée           | Paolo Bettini                |
| 5     | 17 mars | Monte San Giusto - Rapagnano    | 181 | Ruggero Marzoli   | Paolo Bettini                |
| 6     | 18 mars | Teramo - Torricella             | 179 | Danilo Di Luca    | Danilo Di Luca               |
| 7     | 19 mars | S.B del Tronto - S.B del Tronto | 162 | Óscar Freire      | Filippo Pozzato              |

## Classement général
|    | Cycliste        | Pays      | Équipe              | Temps            |
| -- | --------------- | --------- | ------------------- | ---------------- |
| 1  | Filippo Pozzato | Italie    | Fassa Bortolo       | 29 h 45 min 22 s |
| 2  | Danilo Di Luca  | Italie    | Saeco-Longoni Sport | + 4 s            |
| 3  | Ruggero Marzoli | Italie    | Alessio-Bianchi     | + 12 s           |
| 4  | Michael Boogerd | Pays-Bas  | Rabobank            | + 13 s           |
| 5  | Paolo Bettini   | Italie    | Quick Step          | + 21 s           |
| 6  | Markus Zberg    | Suisse    | Gerolsteiner        | + 21 s           |
| 7  | Andreas Klöden  | Allemagne | Telekom             | + 22 s           |
| 8  | Erik Zabel      | Allemagne | Telekom             | + 23 s           |
| 9  | Luca Paolini    | Italie    | Quick Step          | + 27 s           |
| 10 | Andrea Noè      | Italie    | Alessio-Bianchi     | + 33 s           |